# AsiaWorld–Arena
L'Asia World Arena (cinese: 亞洲國際博覽館 Arena., anche Padiglione 1 di AsiaWorld-Expo) è la più grande sala al coperto a Hong Kong. Ha una superficie totale di 10.880 metri quadrati, una capienza massima di 14.000 posti / 16.000 posti in piedi. Si trova vicino all'Aeroporto Internazionale di Hong Kong. Ospita molti concerti, eventi sportivi, e altre forme di intrattenimento.

## Concerti
- (2005) Oasis - Don't Believe the Truth Tour
- (2006) Coldplay - Twisted Logic Tour
- (2006) The Black Eyed Peas - Monkey Business Tour
- (2006) Westlife - Face to Face Tour
- (2007) Muse - Black Holes and Revelations Tour
- (2007) Christina Aguilera - Back to Basics Tour
- (2007) Gwen Stefani - The Sweet Escape Tour
- (2008) My Chemical Romance - The Black Parade World Tour
- (2008) Backstreet Boys - Unbreakable Tour
- (2008) Maroon 5 - It Won't Be Soon Before Long Tour
- (2008) Elton John - Rocket Man: Greatest Hits Live
- (2008) Alicia Keys - As I Am Tour
- (2008) Simple Plan - Live N Loud
- (2008) Kylie Minogue - X2008
- (2009) Coldplay - Viva la Vida Tour
- (2009) Sarah Brightman - The Symphony World Tour
- (2009) Super Junior - Super Show 2 Tour
- (2010) Green Day - 21st Century Breakdown World Tour
- (2010) Muse - The Resistance Tour
- (2010) Deep Purple - Rapture of the Deep tour
- (2010) Gorillaz - Escape to Plastic Beach Tour
- (2011) Taylor Swift - Speak Now World Tour
- (2011) Faye Wong - Faye Wong Tour
- (2011) Avril Lavigne - Black Star Tour
- (2011) Justin Bieber - My World Tour
- (2011) Linkin Park -  A Thousand Suns World Tour
- (2011) Red Hot Chili Peppers - I'm with You World Tour
- (2012) Simple Plan - Get Your Heart On Tour
- (2012) Girls' Generation - Girls' Generation Tour
- (2012) Evanescence - Evanescence Tour
- (2012) Westlife - Greatest Hits Tour
- (2012) Lady Gaga - The Born This Way Ball
- (2012) Jacky Cheung - Jacky Cheung 1/2 Century World tour
- (2012) Jason Mraz - Tour Is A Four Letter Word Tour
- (2012) The Stone Roses - Reunion Tour
- (2012) Snow Patrol - Fallen Empires Tour
- (2012) Maroon 5 - Hands All Over Tour
- (2012) LMFAO - Sorry for Party Rocking Tour
- (2012) Jennifer Lopez - Dance Again Tour
- (2013) Cirque du Soleil - Michael Jackson: The Immortal World Tour
- (2013) The Killers - Battle Born World Tour
- (2014) James Blunt - Moon Landing 2014 World Tour
- (2016) Madonna - Rebel Heart Tour
- (2017) Britney Spears - Britney Spears: Live in Concert
- (2019) Blackpink – Blackpink World Tour in Your Area
- (2022) Blackpink – Born Pink World Tour
- (2025) Jisoo – Lights, Love, Action!